# آرتاوازد زاکاریان
آرتاوازد آندرانیکی زاکاریان (ارمنی: Արտավազդ Անդրանիկի Զաքարյան؛ زادهٔ ۵ نوامبر ۱۹۴۵) یک  سیاستمدار اهل ارمنستان است که از تاریخ ۱۹۹۰ تا تاریخ ۱۹۹۵ سمت نمایندگی دوره اول شورای عالی جمهوری ارمنستان را برعهده داشت.

## زندگی‌نامه
در 	۵ نوامبر ۱۹۴۵ در ارمنستان به دنیا آمد . 